# Ametrodiplosis sorbariaflora
Ametrodiplosis sorbariaflora är en tvåvingeart som beskrevs av Fedotova och Vasily S. Sidorenko 2004. Ametrodiplosis sorbariaflora ingår i släktet Ametrodiplosis och familjen gallmyggor. Inga underarter finns listade i Catalogue of Life.